# Campeonato Africano de Atletismo de 2014 - 110 m com barreiras masculino
A prova dos 110 metros com barreiras masculino do Campeonato Africano de Atletismo de 2014 foi disputada no entre os dias 12 e 13 de agosto de 2014 no Estádio de Marrakech  em Marrakech, no Marrocos. Participaram da prova 14 atletas. 

## Recordes
Antes desta competição, os recordes mundiais e do campeonato nesta prova eram os seguintes:
|                       | Nome          | Nacionalidade  | Tempo  | Local      | Data                  |
| --------------------- | ------------- | -------------- | ------ | ---------- | --------------------- |
| Recorde mundial       | Aries Merritt | Estados Unidos | 12s 80 | Bruxelas   | 7 de setembro de 2012 |
| Recorde do campeonato | Lehann Fourie | África do Sul  | 13s 55 | Porto Novo | 29 de junho de 2012   |
| Recorde africano      | Lehann Fourie | África do Sul  | 13s 24 | Bruxelas   | 7 de setembro de 2012 |

## Medalhistas
| Ouro              | Prata               | Bronze                  |
| Tyron Akins (NGR) | Alex Al-Ameen (NGR) | Martins Ogierakhi (NGR) |

## Cronograma
Todos os horários são locais (UTC+1).
| Data         | Hora  | Evento  |
| ------------ | ----- | ------- |
| 12 de agosto | 18:15 | Bateria |
| 13 de agosto | 19:25 | Final   |

## Resultados

### Bateria
Qualificação: 3 atletas de cada bateria (Q) mais os 2 melhores qualificados (q).
| Posição | Bateria | Atleta                | Nacionalidade      | Tempo | Notas            |
| ------- | ------- | --------------------- | ------------------ | ----- | ---------------- |
| 1       | 2       | Tyron Akins           | Nigéria            | 13.77 | Q                |
| 2       | 2       | Martins Ogierakhi     | Nigéria            | 13.87 | Q                |
| 3       | 1       | Alex Al-Ameen         | Nigéria            | 13.89 | Q                |
| 4       | 2       | Othman Hadj Lazib     | Argélia            | 14.07 | Q                |
| 5       | 2       | Bano Traoré           | Mali               | 14.12 | q                |
| 6       | 1       | Ruan de Vries         | África do Sul      | 14.14 | Q                |
| 7       | 1       | Lyes Mokddel          | Argélia            | 14.17 | Q                |
| 8       | 1       | Moussa Dembélé        | Senegal            | 14.23 | q                |
| 9       | 2       | Mohamed Koussi        | Marrocos           | 14.29 |                  |
| 10      | 2       | Amadou Gueye          | Senegal            | 14.40 |                  |
| 11      | 2       | Antonio Vieillesse    | Ilhas Maurícias    | 14.58 |                  |
| 12      | 1       | Behailu Alemshet      | Etiópia            | 14.73 | Recorde nacional |
| 13      | 1       | Fred-Charles Pieterse | Namíbia            | DSQ   | [ 2 ]            |
| 14      | 1       | Angonga               | República do Congo | DNS   |                  |

### Final
| Posição           | Atleta | Nacionalidade     | Tempo         | Notas |         |
| ----------------- | ------ | ----------------- | ------------- | ----- | ------- |
| Medalha de ouro   | 4      | Tyron Akins       | Nigéria       | 13.57 |         |
| Medalha de prata  | 3      | Alex Al-Ameen     | Nigéria       | 13.78 |         |
| Medalha de bronze | 5      | Martins Ogierakhi | Nigéria       | 13.80 |         |
| 4                 | 6      | Ruan de Vries     | África do Sul | 13.82 |         |
| 5                 | 1      | Bano Traoré       | Mali          | 14.04 |         |
| 6                 | 8      | Othman Hadj Lazib | Argélia       | 14.27 |         |
| 7                 | 7      | Lyès Mokddel      | Argélia       | DSQ   | R168.7b |
| 8                 | 2      | Moussa Dembélé    | Senegal       | DNF   |         |

Legenda
| Recorde mundial       | Recorde mundial (World record)               |                       | Recorde africano                      | Recorde africano (African) |                                           | Q | Classificado por posição (Qualified) |
| Recorde do campeonato | Recorde do campeonato (Championship record)  | Recorde da América    | Recorde da América (Americas)         | q                          | Classificado por melhor tempo (Qualified) |   |                                      |
| Melhor marca do ano   | Melhor marca do ano (World leading)          | Recorde asiático      | Recorde asiático (Asian)              | DNS                        | Não largou (Did not start)                |   |                                      |
| Recorde nacional      | Recorde nacional (National record)           | Recorde europeu       | Recorde europeu (European)            | DNF                        | Não terminou (Did not finish)             |   |                                      |
| Recorde pessoal       | Recorde pessoal do atleta (Personal best)    | Recorde da Oceania    | Recorde da Oceania (Oceania)          | DSQ / DQ                   | Desclassificado (Disqualified)            |   |                                      |
| Recorde da temporada  | Recorde da temporada do atleta (Season best) | Recorde sul-americano | Recorde sul-americano (South America) | NM                         | Sem marca (No mark)                       |   |                                      |